# Empora
Empora je galerija ali balkon ali tribuna, ki je odprta z daljšo stranjo proti večji notranjosti.
V srednjeveških cerkvah je empora izgubila svojo funkcijo, saj je bila namenjena ženskam in postala povsem arhitektonski element, saj imajo stranski prehodi strukturni namen v centralni ladji.
V zgodnjih gotskih cerkvah je empora eden od štirih elementov, ki so sestavljali predelne stene (lok, empora, triforij in zgornja visoka okna), vendar so te v obdobju naslednjih let, ko se je gotska arhitektura razvila, postale redke.

## Profana arhitektura
V posvetnih stavbah so empore (galerije) še posebej pogoste, ko neprekinjeno segajo v več nadstropij dvorane. V knjižničnih dvoranah galerije pogosto prevzamejo vlogo povečanja prostora, iz katerega je v višjih nadstropjih mogoče doseči knjižne police. 
V koncertnih in drugih dvoranah, galerije služijo kot tribune, ki omogočajo dodaten prostor za obiskovalce, da si lahko ogledajo predstave. Galerija v gledališki dvorani se pogosto omenja kot vrsta sedežev. Če je razdeljena na enote in odprta samo spredaj ter ima le nekaj sedežev, je to loža.

## Sakralna arhitektura
Empore so priljubljena uporabna sestavina v krščanskih, judovskih in islamskih verskih stavbah. Večinoma so namenjene neki skupini, da jo ločijo od ostale skupnosti pri bogoslužju.

### Cerkve

#### Srednji vek
V srednjeveški sakralni arhitekturi je empore najti predvsem v bazilikah, kjer je nameščena v prostor nad stranskimi ladjami in med visoka okna. Lahko potem govorimo o emporalni baziliki. V bazilikah iz obdobja romanike in gotike so empore običajno odprte z arkadami nad srednjo ladjo, loki ustrezajo delitvi le-te in s tem povezanih arkad in obokanih oken. V baziliki lahko razlikujemo naslednje oblike empor:
- Prava empora: v celoti dostopna empora nad stransko ladjo, ki se odpre z arkadami v glavno ladjo;
- Neprava empora: iz glavne ladje so vidne arkade, odprte samo proti strehi in se uporabljajo samo za namene vzdrževanja;
- Navidezna empora: vidna iz glavne ladje z arkadami odprtimi neposredno v hodnik, tako da je čisto estetski strukturni element.

- Prava empora  nad stransko ladjo katedrale Noyon, 13. st. (pogled iz prečne ladje do konca empore)
- Navidezna empora, Notre-Dame de Châtel-Montagne
- Neprava empora (shematski prerez)

V romaniki in zgodnji gotski sakralni arhitekturi empore nimajo statične funkcije in namesto da bi služila opornikom, absorbirajo stranske sile ladje na oboke.  Pohodnost ima le podrejeno ali (v primeru navidezne empore) nobene vloge pri tem. Z arkadami odprte empore so del dekorativne strukture ladjskih sten. Različen od empore je triforij, v debeli steni ladje na noter odprt hodnik, običajno okrašen s stebriči. Glede na gradnjo ločimo:
- Odprta empora: Na podpori ali konzoli pritrjena na steno. Pogosto izvedena v lesu in je pogosta v dvoranski cerkvi.
- Pokrita empora: Nahaja se v glavnem na eni stranske ladje in je v celoti nadkrita z ravnim ali obokanim stropom. Odpre se z arkadami ali okenskimi stenskimi odprtinami v glavni prostor. [2]

Empore so bile v manjših cerkvah zgrajene predvsem na ožji zahodni strani ladje. Imele so precej različne funkcije. Ločene zaradi svoje višine od glavnega območja cerkve, vendar obenem slišne in vidne iz glavne ladje, se lahko uporabijo za ločevanje določene skupine ljudi iz preostale skupnosti. Pogosto so služile kot ločen prostor za ženske, zlasti v zahodnem delu ladje v opatijski cerkvi, saj so služile tudi kot empore za bolne. Ponujena je bila možnost izključne uporabe članom višjega razreda. Kot oblastna empora, pokroviteljska - v grajski cerkvi kot kraljeva ali knezova empora - so bile empore prostor rezerviran za aristokracijo. Pogosto služijo kot pevska tribuna, zato so jo kasneje poimenovali kot mesto za orgle ali orgelska empora ali tribuna za orgle.
- Orgelska empora (Gustaf Vasakyrkan, Stockholm)
- Loža za pokrovitelje v Thurnau
- Samostan Habsthal, St. Stephanus, empora za nune

Ne glede na uporabo, empora ostaja v katoliški cerkvi kot neobvezna komponenta, ki ni nujno povezana z določeno funkcijo. Tako je tudi reprezentančna cerkev (na primer dvoranska cerkev) brez empor, v drugih primerih pa so bile lesene empore nameščene naknadno. Poleg svoje funkcije kot dodaten prostor, imajo v obokanih bazilikah pogosto statični namen, saj podpirajo visoko ležeče oboke glavne ladje.

#### Protestantska cerkev
V protestantski cerkvi, še posebej v baroku, je empora razvila skoraj programsko funkcijo. Ponudila je, poleg svoje funkcije razvrščanja, bolj neposreden zvočni in vizualni dostop do prižnice kot izhodišče za oznanjevanje evangelija. Tako bi našli, poleg priljubljenih in tradicionalnih katoliških zahodnih empor, v protestantskih cerkvah dvostransko, tristransko v obliki črke U in štiristransko emporo, pa tudi krožno emporo okoli celotne ladje.  Delno zaradi resničnega pomanjkanja prostora in delno zaradi baročnih vplivov so ustvarili impresivne dvojne ali večnadstropne konstrukcije empor, kot na primer v protestantskih cerkvah Friedenskirchen Jauer, Friedenskirche (Świdnica) in dresdenski Frauenkirche (1743).
Medtem ko so se reformirane empore odpovedale okrasju, so luteranske cerkve razvile raznolik in bogat program slik. Na straneh empor so tematsko razdeljene ilustracije svetopisemskih zgodb, včasih tudi v povezavi z drugimi cerkvami, socialno in moralno prenovo zgodovinske simbolike in ikonografije. Tudi biblični verzi so priljubljen motiv. 
- Friedenskirche Jauer (1655); štirinadstropna, delno osmerokotna empora.
- Hufeisen empora v vaški cerkvi Schönwalde-Glien (Brandenburg)

### Sinagoge
Empore pogosto najdemo v sinagogah, zlasti v reprezentančnih verskih objektih, ki so nastali v okviru emancipiranega judovstva v 19. in na začetku 20. stoletja v Evropi. Primeri so Nova sinagoga v Berlinu (1866) ali sinagoga Neudeggergasse na Dunaju (1903). Empore so v sinagogah tradicionalno ločujejo po spolu in so rezervirane za ženske.

### Mošeje
Tudi v mošejah so empore notranja oprema. Lahko so, podobno kot v sinagogah, ločen prostor za ženske. Značilnost islamske oblike verske stavbe je Dikka, samostoječa razglasna tribuna, iz katere se kliče k molitvi ali bere Koran.